# Nádasdy

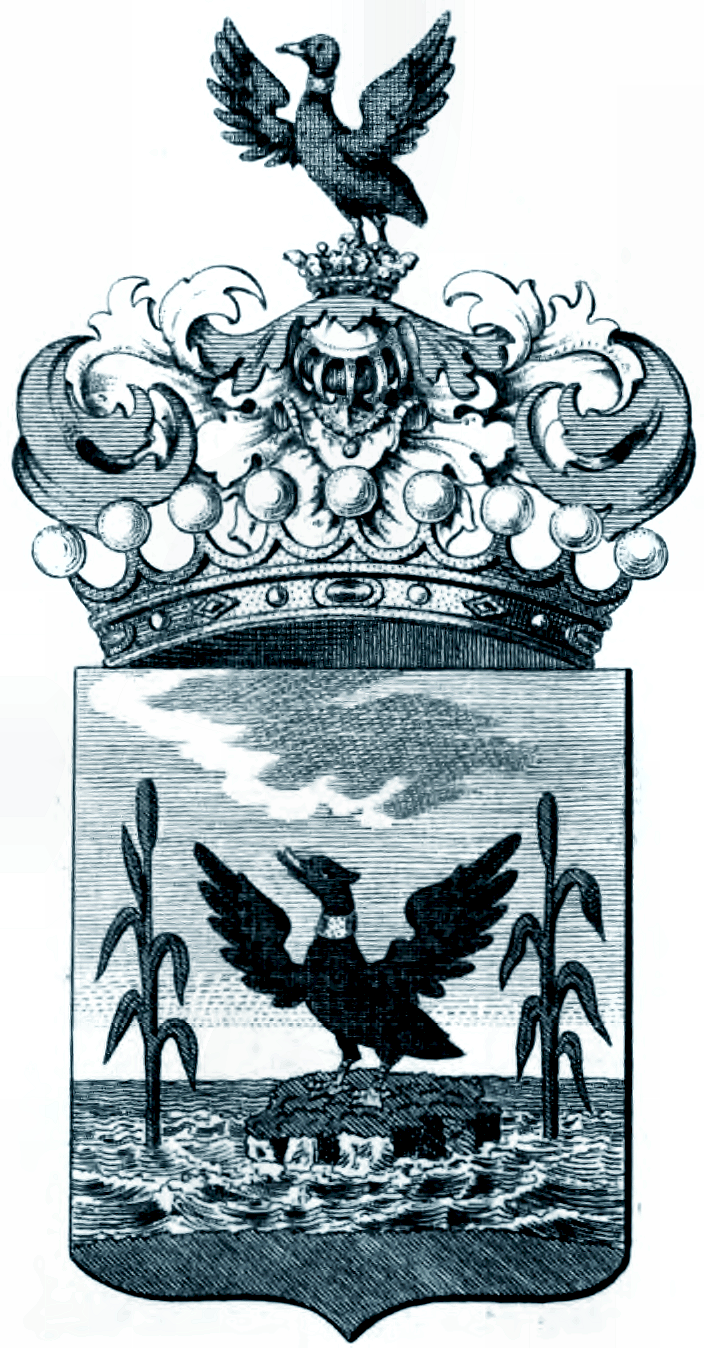
Wappen der Grafen Nádasdy von Fogáras 1625

Die Grafen Nadásdy von Fogáras, auch Nádasdy von Nádasd und Fogarasföld, sind ein ungarisches Magnaten-, sodann auch österreichisches Grafengeschlecht, deren Wurzeln bis weit ins Mittelalter reichen.

## Familiengeschichte

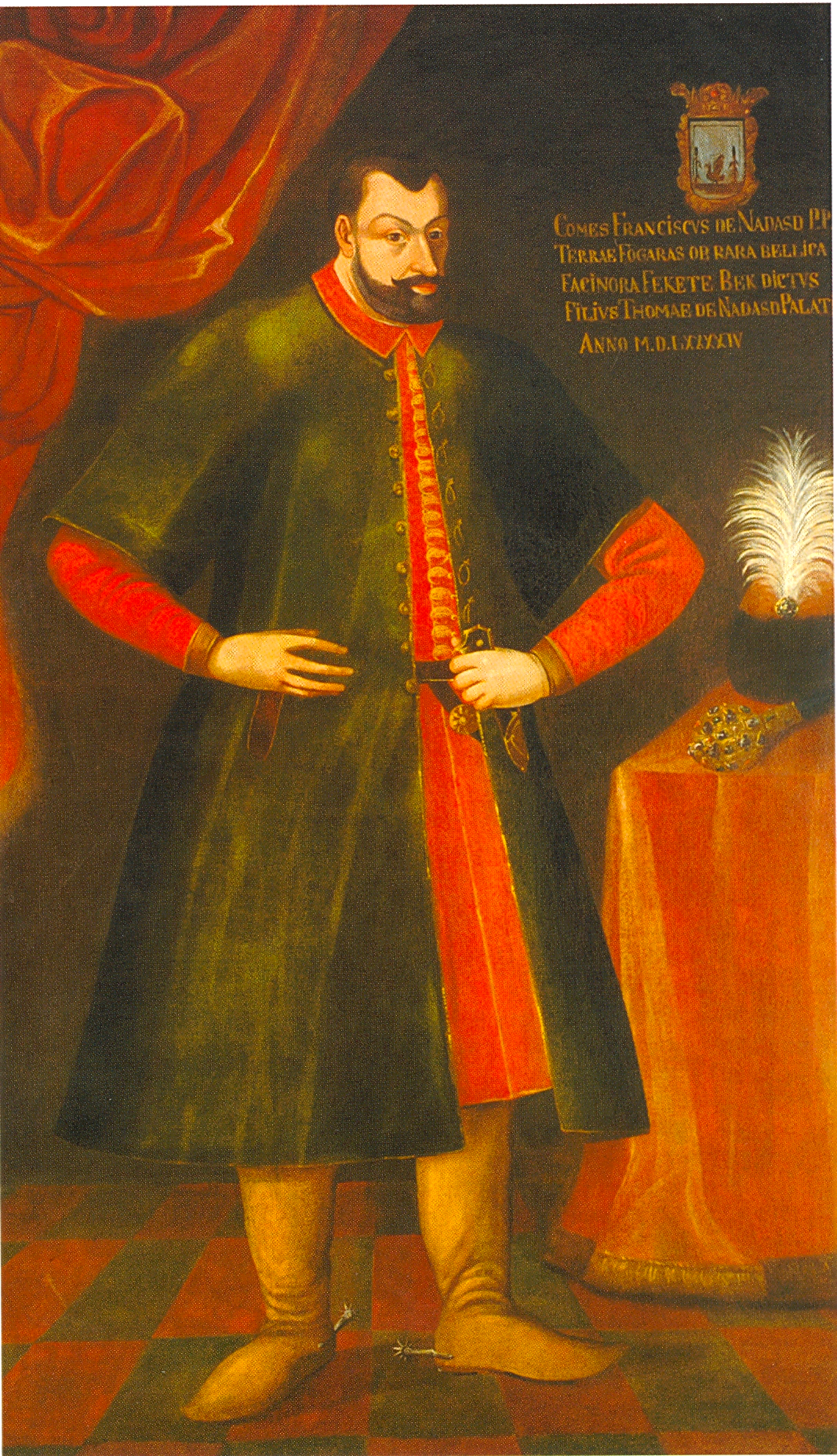
Franz Nadasdy II.

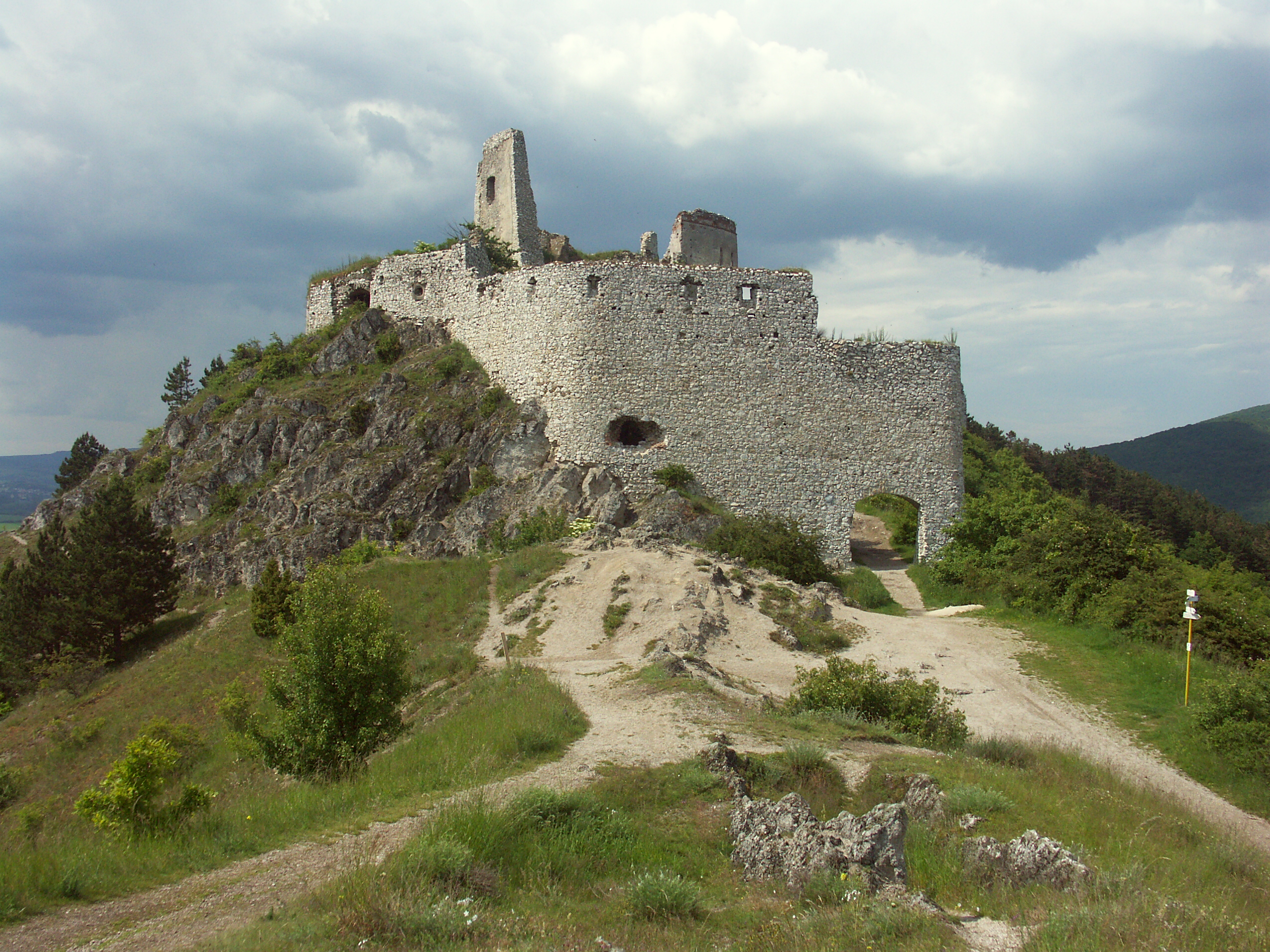
Burg Schächtitz (Csejte vára, Čachtický hrad)

Der Ursprung der Familie, die zu den ältesten und angesehensten Familien in Ungarn zählt, liegt im Dunkel der Geschichte, doch nimmt man gewöhnlich nach dem Historiker und Jesuiten Georg Pray an, dass das Geschlecht aus England stamme und dass, wie auch Andreas Lehotzky in seiner „Stemmatographia nobilium familiarium regni Hungariae“ anführte, der Ahnherr desselben, Ospetinus, aus Britannien mit dem Sohne des Königs von England, Eduard I., (901–942) nach Kroatien gekommen sei. Aus missverstandenen Angaben ungarischer Schriftsteller entstand die frühere Behauptung des Genealogischen Taschenbuches der gräflichen Häuser (Jahrgang 1825–1840), die Familie stamme aus von einem Sohne Königs Eduard I. ab, welcher sich in Ungarn angesiedelt habe.
Nach Pray war ein Nádasdy (Nádasd) um 1177 Bischof zu Agram und ein anderer um 1200 Ban von Kroatien. Lehotzky wiederum bezog sich dabei auf das alte Wappen der Familie und die ihm dazu mitgeteilte Angabe des kroatischen Historikers Boldizsar Kerchelich, die lautete: „Antenatum Butikonem Banum maritimum a Croatis dictum, quod Anatem illis denotat, unde pro Insigni anatem gerere Croatis Butico dictam, inde Banus Butiko 1250.“ Das frühere Prädikat der Familie : Prodarics von Nádasd, schrieb sich nach dem Ort Prodarics Kreuzer Komitat.
Erstmals werden Namensträger der Familie Nádasdy urkundlich in der ersten Hälfte des 13. Jahrhunderts erwähnt. Überliefert sind: Imre mit seinen Söhnen Him, Itemer, Stefánd, die um 1233 lebten, sowie Tódor und Valkomer, die vor 1245 starben. Der um 1291–1293 genannte Domokos, ein Nachkomme des Imre, ist der Stammvater der Seitenlinie „Darabos von Nádasd“. Eine weitere Seitenlinie entwickelte sich aus der Nachkommenschaft des vor 1275 verstorbenen Simon Nádasdy. Der in Urkunden zwischen 1324 und 1376 häufig erwähnte Pető Gersei, der mit Margit Hidvégi verheiratet war, gilt als der Stammvater des Geschlechtes „Pethő de Gerse“. Im Jahre 1229 verkauft ein gewisser Petan den größten Teil seines Grundbesitzes an einen Angehörigen der Familie Nádasdy. Der Käufer wie auch seine drei Söhne, Vencel/Venceslav, Raszló/Vraslav und László/Ladislav, benutzten fortan partiell das Prädikat von Pethenegh. László Nádasdy von Pethenegh wird im Jahre 1236 genannt und ist der Ahnherr der Hauptlinie der Nádasdys.
Weiters ergibt sich die Abstammung der jetzigen Familienglieder unter anderem aus Lehotzkys angeführten Ahnentafel. Sie reicht von der Mitte des 14. Jahrhunderts bis zum Anfang des 18., der folgende Glieder angehörten: Laurentius Comes de Csupon et Nádasd ac Peteneg dictus, aliis Pecseneg a Pacsinacitis, sodann Thomas (I.) 1390, Andreas, Caspar und Ladislaus.
Thomas II. (* 1498; † 2. Juni 1562), Sohn des Franz I., war Palatin der ungarischen Krone. Dessen Sohn Franz II. (* 1555; † 4. Januar 1604) war ungarischer Heerführer. Er heiratete am 8. Mai 1575 Erzsébet Gräfin Báthory von Ecsed (1560–1614). Sie hatten fünf Kinder, zwei Söhne und drei Töchter. Das Testament der Gräfin sah die Aufteilung ihres Eigentums unter ihre Kinder und die Einsetzung ihres Sohnes Paul als Stammhalter vor. So fiel das Vermögen der Báthory von Ecsed an das Haus Nádasdy.
Paul Graf Nádasdy von Fogáras (1598–1633), ältester Sohn der Obigen, wurde im Jahr 1625 zusammen mit seinem Bruder Andreas von Kaiser Ferdinand II.in den ungarischen Grafenstand erhoben. Er ehelichte in erster Ehe Judith von Forgach, in zweiter Judith Gräfin von Revay von Reva.
Das gräfliche Haus Nádasdy-Fogáras blühte später in zwei Linien. Der erste Stamm umfasste die Nachkommen des Grafen Michael II. (* 19. September 1746; † 9. Juni 1826), aus seiner am 7. Januar 1769 geschlossenen Ehe mit Maria Theresia Gräfin von Colloredo-Waldsee, (* 4. Juni 1751; † 13. Juli 1831). Aus dieser Ehe entsprossen, neben zwei Töchtern, drei Söhne: Graf Leopold II. (* 3. Oktober 1772; † 14. September 1836), Erbherr zu Fogáras, Obersttürhüter im Königreich Ungarn, k. k. Kämmerer und Geheimer Rat sowie Administrator der Komorner Obergespanswürde, vermählt am 9. September 1799 mit Theresia Gräfin von Pálffy (* 1. September 1768; † August 1829), Michael III.  und Franz Xaver (* 24. April 1778; † 7. März 1857), k. k. Kämmerer und Geheimer Rat, verheiratet am 11. Oktober 1807 mit Juliana Gräfin von Schmiedegg (* 24. Juni 1789; † 16. Juni 1845).
Michael III. (* 6. September 1775; † 18. März 1854) war k. k. Kämmerer, Geheimer Rat, zuerst  Oberstkämmerer des Königreichs Ungarn, sodann Staats- und Konferenzminister der Habsburgermonarchie, vermählt am 10. Juni 1800 mit Antonie Gräfin von Zichy (* 24. April 1776) wurde am 16. Oktober 1828 zu Wien auch in den österreichischen Grafenstand erhoben. Er besaß die vereinigten Majorate Nádasd-Ládany, Lépseny, Pere, Nána und Dudar. Sein Sohn Franz Seraphin von Nádasdy (* 1. April 1801; † 1. November 1883) war von 1857 bis 1860 k. k. Justizminister, dann Präsident des Reichsrats und schließlich von 7. November 1861 bis 1865 Hofkanzler für Siebenbürgen.
Den zweiten Stamm gründete Thomas II. (* 24. Juni 1792), k. k. Kämmerer und Offizier, vermählt am 6. Mai 1813 mit Jacobine Gräfin Grovestin.

## Wappen
1625: Im blauen Schilde erhebt sich, zwischen Schilf auf beiden Seiten, aus hochstehendem Wasser eine rechtsgekehrte, wilde Ente von natürlicher Farbe mit ausgebreiteten Flügeln. Über dem Schilde steht eine gräfliche Krone, auf welcher sich ein gekrönter Helm erhebt, welcher die wilde Ente des Schildes trägt. Die Helmdecken sind blau-silbern. Der Wahlspruch lautet: "SI DEUS PRO NOBIS QUIS CONTRA NOS" (Wenn Gott für uns ist, wer kann dann gegen uns sein?)
Tyroff (N. A. W.-W II. 163) setzt in den Schildesfuß grünen Rasen und in die Mitte des Wassers grünen aufgeworfenen Boden, auf welchem eine schwarze Ente mit goldenem Streif um den Hals, wie angegeben, steht. Rechts und links wächst ein Schilfrohr aus dem Wasser auf. Der Schild zeigt blauen Himmel etc.

## Namensträger
- Thomas III. Nádasdy, auch Baron (Freiherr) Tamas Nádasdy von Fogarasföld (* 1498, † 1562) (1498. – Egervár, 1562. június 2.)
- Franz II. Nádasdy von Fogarasföld, genannt der schwarze Ritter (* 1555, † 1604), verheiratet mit Elisabeth Báthory, wodurch das Vermögen der Báthory von Ecsed an das Haus Nádasdy fiel (siehe unten)
- Franz III. Nádasdy von Fogarasföld (* 1622 auf Burg Čachtice, † 30. April 1671 in Wien)
- László II. Nádasdy (1662–1729), Bischof von Szeghed
- Franz Leopold von Nádasdy, österreichischer Feldmarschall und Ban von Kroatien (* 30. September 1708 in Bad Radkersburg; † 22. März 1783 in Karlovac)
- Franz Nádasdy (* 1785; † 1851), Erzbischof von Kalocsa (1845–1851)
- Franz Seraphin von Nádasdy (* 1801; † 1883), Träger des Goldenen Vließ, Hofkanzler für Siebenbürgen und ungarischer Minister
- Lajos Nádasdy (* 28. Januar 1913 in Felsőkelecsény)
- János Nádasdy (* 19. Juli 1939 in Szigetszentmiklós), Grafiker, Objekt- und Aktionskünstler
- Ádám Nádasdy (* 15. Februar 1947 in Budapest), Schriftsteller

## Stammlinie
Ferenc I. Nádasdy
A. Thomas Nádasdy (* 1498; † 1562) ⚭ Ursula Kanizsai († 1571)
B. Ferenc II. Nádasdy (* 1555; † 1604) ⚭ Elisabeth Báthory (* 1560; † 1614)
C1. Anna (* 1585; † 1615) ⚭ Miklós Zrinyi
C2. Ursula (starb als Kind)
C3. Andreas (starb als Kind)
C4. Katharina (* ~1594) ⚭ Georg Drugeth von Homonna
D1. Elisabeth ⚭ Lázló Révay
C5. Paul Nádasdy (* 1598; † 1633) ⚭ Judith Révay
D1. Ferenc III. Nádasdy (* 1625 auf Burg Čachtice; † 30. April 1671 in Bécs) ⚭ Julia Esterházy (* 1644)
E1. Ferenc IV. Nádasdy
F1. Ferenc V. Nádasdy ⚭ Maria Rottal
F2. Ferenc VI. Nádasdy
G1. Ferenc VII. Nádasdy (* 1799;  † 1800)
F3. Thomas Nádasdy
E2. Christine (* 1646; † 1682) ⚭ Nikolaus Graf Draskovich von Trakostyán (*  ~1625; †  1687)
E3.-11. 9 weitere Kinder